# La Tinta (Alta Verapaz)
Santa Catalina La Tinta («Santa Catalina»: en honor a Catalina de Alejandría; «La Tinta»: por la fábrica de añelina que había en la localidad) es un municipio del departamento de Alta Verapaz de la región conocida como Corredor Seco de la República de Guatemala.
Desde esta localidad los frailes dominicos tuvieron su centro de convergencia y liderazgo religioso de su doctrina tras la implementación de las Capitulaciones de Tezulutlán durante la época colonial.  Tras la Independencia de Centroamérica y debido a la expulsión de la Orden de Predicadores en 1829, los bienes de la orden pasaron al estado de Guatemala.
La aldea La Tinta fue fundada el 14 de agosto de 1896 por Erwin Pablo Dieseldorf, de origen alemán quien donó a sus trabajadores cuatro caballerías de terreno para el efecto; se desarrolló considerablemente gracias al impulso que tuvo la economía cafetalera tras la Reforma Liberal y la construcción del ferrocarril Verapaz en la década de 1890.  Desde entonces se empezó a gestionar que se elevara a categoría de municipio a La Tinta, lo que finalmente se consiguió hasta la década de 1990.

## Toponimia
La Tinta, lleva este nombre debido a que en 1890, en este lugar existió una fábrica de añil y en ese entonces vivía en este lugar una familia de origen alemán, quienes se dedicaron a explotar la hoja de JIQUILITE, que produce un tinte de color azulado, el cual los alemanes exportaban a la capital, ya habiéndole dado el proceso, convertido en añélina, era utilizado como colorante para usos múltiples. Los mozos colonos (indígenas de la región) se encargaban de exprimir la hoja del jiquilite con troncos de madera en piletas de piedra y cemento, de las cuales existen vestigios históricos en el Barrio La Línea, Barrio Campo Nuevo y en Aldea Sacsuhá.

## Demografía
Las Costumbres del Municipio de Santa Catalina La Tinta han evolucionado desde su fundación en 1896 como aldea por la colonización alemana y el esfuerzo de mozos colonos provenientes originalmente del municipio de Panzos; por esta razón, la costumbre, idioma y traje típico, eran los que se usaban en Tamahú y el idioma que primero se habló en La Tinta fue el Pocomchi; años más tarde, llegaron colonizadores de China, quienes a su vez trajeron las costumbres, vestimenta e idioma, siendo esta segunda generación de habla Q'eqchi'.
La población reportada en 2002 del municipio es como sigue:
- Grupo étnico:	Q’eqchì´
- Idiomas predominantes: Q’eqchì´, poq’omchí’ y castellano
- Número geográfico: 16 – 16
- Extensión territorial: 85.20 km²
- Densidad: 3,17 personas por vivienda
- Habitantes: 40617
- Viviendas: 5,135[4]

## Geografía física
La extensión territorial del municipio es de 196 km² (19.600 ha, 191 km² de área rural y 5 km² de área urbana, está rodeado por las Sierras de las Minas y de Santa Cruz, con las cumbres de Jucupen, San Francisco, Jolomijix y Chinajá. Existe una cadena montañosa que pertenece a la sierra de Xucaneb, que atraviesa el municipio de oeste a este; se encuentra registrado a una altitud de 100 m s. n. m.

### Fisiografía
Fisiográficamente forma parte de lo que se conoce como tierras altas sedimentarias. La que se caracteriza por tener una topografía ondulada predominante, con cerros con alta pendiente. Uno de los ejemplos para representar la alta pendiente lo constituye la montaña conocida como Piedras Blancas, la cual se localiza al Norte de la cabecera. Esta montaña forma parte de la cadena montañosa de la Sierra de Xucaneb, que atraviesa al municipio de oeste a este.
La Sierra de Xucaneb, es uno de los altos estructurales más sobresalientes de la región, dicha expresión topográfica se encuentra constituida por rocas de origen calcáreo, principalmente calizas. En su topografía se encuentran cerros redondeados, producto de la disolución química de las calizas.
La expresión topográfica del municipio, es la topografía ondulada, de cerros redondeados, de pendientes fuertes; característicos de rocas calcáreas. La formación geológica aflorante en nuestra cabecera y que se extiende hacia el Oeste es la Formación Chochal.
Entre la Formación geológica Chochal, se tienen intercalaciones de estratos de dolomías, calizas, lutitas y conglomerados. Estas rocas se encuentran fracturadas, meteorizadas y diaclasadas en la mayor parte de afloramientos, denotando probabilidad de deslizamientos, derrumbes y flujos de rocas, en lugares donde la pendiente así lo permite.
En menor proporción afloran metasedimentos del Grupo Santa Rosa, ubicados al Norte de la cabecera municipal, cercanos a la comunidad de Sacsuhá. Dichos metasedimentos se encuentran compuestos por grauvacas y arcosas, en general se observan meteorizadas, fracturadas y diaclasadas, siendo esta parte susceptible a deslizamientos y derrumbes, siendo latente la amenaza a la población.

### Hidrografía
El municipio se encuentra en la parte central de la Cuenca del Río Polochic, dicho río circunda a nuestra cabecera al Sur, drenando en dirección oeste-este y desembocando en Lago de Izabal. La red de drenaje desemboca en el río Polochic y parte baja de la cuenca del río Cahabón.
La Tinta es susceptible a inundaciones debido al río Polochic y Cahabón, además de las fallas del Polochic; este último, principalmente en épocas de lluvia intensa, provoca inundaciones en las partes bajas de la cuenca afectando a nuestras comunidades que habitan este sector (comunidades de Cantihá, C-9, entre otras). Las inundaciones son frecuentes en el área.  Los casos más extremos ocurrieron en 1974 con el paso del huracán Fifí y con el huracán Mitch en 1998.[cita requerida]

### Clima
Las características bioclimáticas del área son: el 87 % de zona cálida muy húmedo, con vegetación de bosque húmedo, subtropical cálido. El 13 % en zona templada muy húmeda con vegetación de bosques muy húmedo, subtropical templado.
La cabecera municipal de Santa Catalina La Tinta tiene clima tropical (Clasificación de Köppen: Am).
| Parámetros climáticos promedio de Santa Catalina La Tinta | Parámetros climáticos promedio de Santa Catalina La Tinta | Parámetros climáticos promedio de Santa Catalina La Tinta | Parámetros climáticos promedio de Santa Catalina La Tinta | Parámetros climáticos promedio de Santa Catalina La Tinta | Parámetros climáticos promedio de Santa Catalina La Tinta | Parámetros climáticos promedio de Santa Catalina La Tinta | Parámetros climáticos promedio de Santa Catalina La Tinta | Parámetros climáticos promedio de Santa Catalina La Tinta | Parámetros climáticos promedio de Santa Catalina La Tinta | Parámetros climáticos promedio de Santa Catalina La Tinta | Parámetros climáticos promedio de Santa Catalina La Tinta | Parámetros climáticos promedio de Santa Catalina La Tinta | Parámetros climáticos promedio de Santa Catalina La Tinta |
| Mes                                                       | Ene.                                                      | Feb.                                                      | Mar.                                                      | Abr.                                                      | May.                                                      | Jun.                                                      | Jul.                                                      | Ago.                                                      | Sep.                                                      | Oct.                                                      | Nov.                                                      | Dic.                                                      | Anual                                                     |
| --------------------------------------------------------- | --------------------------------------------------------- | --------------------------------------------------------- | --------------------------------------------------------- | --------------------------------------------------------- | --------------------------------------------------------- | --------------------------------------------------------- | --------------------------------------------------------- | --------------------------------------------------------- | --------------------------------------------------------- | --------------------------------------------------------- | --------------------------------------------------------- | --------------------------------------------------------- | --------------------------------------------------------- |
| Temp. máx. media (°C)                                     | 30.7                                                      | 32.4                                                      | 34.1                                                      | 35.2                                                      | 34.7                                                      | 34.0                                                      | 33.2                                                      | 33.6                                                      | 33.4                                                      | 32.6                                                      | 31.3                                                      | 30.5                                                      | 33                                                        |
| Temp. media (°C)                                          | 26.0                                                      | 26.8                                                      | 28.3                                                      | 29.3                                                      | 29.3                                                      | 28.9                                                      | 28.5                                                      | 28.7                                                      | 28.6                                                      | 28.0                                                      | 26.9                                                      | 26.0                                                      | 27.9                                                      |
| Temp. mín. media (°C)                                     | 21.3                                                      | 21.3                                                      | 22.6                                                      | 23.5                                                      | 24.0                                                      | 23.9                                                      | 23.9                                                      | 23.8                                                      | 23.8                                                      | 23.5                                                      | 22.5                                                      | 21.6                                                      | 23                                                        |
| Precipitación total (mm)                                  | 55                                                        | 44                                                        | 47                                                        | 91                                                        | 175                                                       | 382                                                       | 487                                                       | 388                                                       | 362                                                       | 234                                                       | 123                                                       | 60                                                        | 2448                                                      |
| Fuente: Climate-Data.org                                  |                                                           |                                                           |                                                           |                                                           |                                                           |                                                           |                                                           |                                                           |                                                           |                                                           |                                                           |                                                           |                                                           |

### Ubicación geográfica
El municipio de Santa Catalina La Tinta tiene sus límites definidos y clasificados de la siguiente forma:
- Frontera norte: Partiendo del mojón Chimox con rumbo noroeste hacia el punto con coordenadas geográficas aproximadas -leídas en el mapa a escala 1: 50,000- 89°55′5″ O 15°19′45″ N con rumbo sureste, a las coordenadas 89°54′8″ O 15°19′8″ N. De este punto con rumbo noreste sobre el cauce medio del Río Cabañas en dirección hacia las coordenadas 89°54′2″ O 15°19′24″ N; de estas coordenadas sobre el cauce medio del Río Actelá hasta el Mojón Ana, posteriormente hacia el este en dirección al Mojón Cerro Salac finalizando en el Mojón Don Francisco. Aquí termina la colindancia con Senahú e inicia con el Municipio de Panzós.[9]
- Frontera sur: Inicia como base el Cerro Santo Toribio, posteriormente se sigue el límite por los puntos más altos de la Sierra de las Minas, hasta llegar a la cumbre del Cerro La Cucaracha.[9]
- Frontera este: del límite Don Francisco que se ubica en las coordenadas geográficas aproximadas tomadas del mapa escala 1:50,000, 89°48′3″ O, 15°20′19″ N, de este Mojón con rumbo sur al Mojón Keiko con coordenadas 89°47′55″ O 15°13′52″ N (en el límite comprendido entre estos puntos se encuentra el poblado Jolomijixito que queda en jurisdicción de Panzós). Del Mojón Keiko hacia la quebrada Chajonjá, continúa por el cauce medio de la quebrada hasta el encuentro con el Río Raxón Tzunún y de esta confluencia al Mojón «C» con coordenadas 89°44′37″ O 15°13′50″ N y del Mojón «C» con rumbo suroeste hacia la cumbre del Cerro Santo Toribio.[9]
- Frontera oeste: Partiendo del Cerro La Cucaracha hacia el afluente del Río Totlá, con rumbo hacia el norte sobre el cauce medio del río Totlá, hasta su encuentro con el Río Samilhá, por el cauce medio del Río Samilhá hacia el oeste, hasta tener intersección con el Río Matanzas; de aquí hacia el norte por el cauce medio del Río Matanzas hasta encontrarse con el Río Polochic, continúa por el cauce medio del Río Polochic, hasta el encuentro con el Río Omaxa.[9]

Con estas fronteras colinda con los siguientes municipios:
- Norte: Senahú, municipio del departamento de Alta Verapaz
- Sur: Teculután, municipio del departamento de Zacapa[9]
- Este: Panzós, municipio del departamento de Alta Verapaz[9]
- Oeste: Purulhá, municipio del departamento de Baja Verapaz

|                | Norte: Senahú  |              |
| Oeste: Purulhá |                | Este: Panzós |
|                | Sur: Teculután |              |

### Distancias
De la cabecera municipal a:
- Cobán, la cabecera departamental de Alta Verapaz: 93 km
- Ciudad de Guatemala, la capital de Guatemala: 245 km
- municipio de Tucurú: 32 km
- municipio de Tamahú: 48 km
- municipio de Tactic: 60 km
- aldea Telemán en el municipio de Panzós: 15 km
- municipio de Senahú: 40 km
- municipio de Panzós: 30 km
- municipio de El Estor, Izabal: 85 km[9]

## Gobierno municipal
Los municipios se encuentran regulados en diversas leyes de la República, que establecen su forma de organización, lo relativo a la conformación de sus órganos administrativos y los tributos destinados para los mismos.  Aunque se trata de entidades autónomas, se encuentran sujetos a la legislación nacional y las principales leyes que los rigen desde 1985 son:
| N.º | Ley                                                | Descripción |
| --- | -------------------------------------------------- | --- |
| 1   | Constitución Política de la República de Guatemala | Tiene una regulación legal específica para los municipios en los artículos 253 al 262. |
| 2   | Ley Electoral y de Partidos Políticos              | Ley de carácter constitucional aplicable a los municipios en el tema de la conformación de sus autoridades electas. |
| 3   | Código Municipal                                   | Decreto 12-2002 del Congreso de la República de Guatemala. Tiene la categoría de ley ordinaria y contiene preceptos generales aplicables a todos los municipios, e inclusive contiene legislación referente a la creación de los municipios.             |
| 4   | Ley de Servicio Municipal                          | Decreto 1-87 del Congreso de la República de Guatemala. Regula las relaciones entra la municipalidad y los servidores públicos en materia laboral. Tiene su base constitucional en el artículo 262 de la constitución que ordena la emisión de la misma. |
| 5   | Ley General de Descentralización                   | Decreto 14-2002 del Congreso de la República de Guatemala. Regula el deber constitucional del Estado, y por ende del municipio, de promover y aplicar la descentralización y desconcentración económica y administrativa.                                |

El gobierno de los municipios está a cargo de un Concejo Municipal mientras que el código municipal —ley ordinaria que contiene disposiciones que se aplican a todos los municipios— establece que «el concejo municipal es el órgano colegiado superior de deliberación y de decisión de los asuntos municipales […] y tiene su sede en la circunscripción de la cabecera municipal»; el artículo 33 del mencionado código establece que «[le] corresponde con exclusividad al concejo municipal el ejercicio del gobierno del municipio».
El concejo municipal se integra con el alcalde, los síndicos y concejales, electos directamente por sufragio universal y secreto para un período de cuatro años, pudiendo ser reelectos.
Existen también las Alcaldías Auxiliares, los Comités Comunitarios de Desarrollo (COCODE), el Comité Municipal del Desarrollo (COMUDE), las asociaciones culturales y las comisiones de trabajo. Los alcaldes auxiliares son elegidos por las comunidades de acuerdo a sus principios y tradiciones, y se reúnen con el alcalde municipal el primer domingo de cada mes, mientras que los Comités Comunitarios de Desarrollo y el Comité Municipal de Desarrollo organizan y facilitan la participación de las comunidades priorizando necesidades y problemas.

### Escudo del Municipio

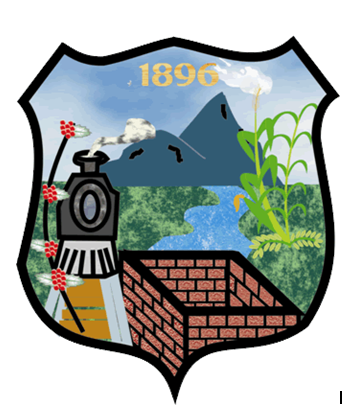
Escudo del municipio, obra de Jorge Zoel Tercero.

El 14 de agosto de 1996, cuando se cumplieron los cien años de fundación, La Tinta aún pertenecía al municipio de Panzós. En ese entonces fue nombrado como alcalde auxiliar de La Tinta Jorge Zoel Tercero quien se encargó de coordinar con los vecinos la celebración del centenario; durante los preparativos de la celebración Tercero diseñó el escudo de Santa Catalina La Tinta, y lo plasmó en el Libro de Oro de la Alcaldía Auxiliar de Panzós -que posteriormente pasó a ser el archivo de la secretaría municipal de La Tinta-.
La entrega oficial del escudo fue en los actos de protocolo del Centenario, a la que asistieron el entonces gobernador de Alta Verapaz, Julio Villela Amado, el alcalde municipal de Panzós, Jorge René Rentería Ajcam, el alcalde auxiliar en La Tinta, profesor Jorge Tercero y los habitantes de mayor edad de la población y descendientes de los primeros pobladores de habla castellana -profesor Juan Francisco González Véliz y Jovita Moya de Dubón, a quienes se le hizo un reconocimiento especial-.  Además del escudo del municipio, el alcalde auxiliar entregó una monografía de La Tinta, también de su autoría.
Al convertirse en municipio La Tinta, el escudo fue adoptado por la primera corporación municipal transitoria y oficializado por la misma.

## Historia

### Época colonial
Históricamente, se le menciona como lugar de importancia política y religiosa ya que aquí fue donde los frailes católicos de la diósesis de la Verapaz ocuparon como centro de convergencia y de liderazgo religioso de su doctrina tras la implementación de las Capitulaciones de Tezulutlán. Tras la Independencia de Centroamérica y debido a la expulsión de la Orden de Predicadores -primero en 1829 y luego en 1873-, los bienes de la orden pasaron al estado de Guatemala.

### Tras la Reforma Liberal en 1871
Posteriormente, por el impulso que tuvo la economía cafetalera tras la Reforma Liberal y la construcción del ferrocarril Verapaz en la década de 1890, la importancia del puerto fluvial de Panzós hizo que se trasladara la cabecera Municipal a dicho lugar.  Desde entonces se empezó a gestionar la ascendencia a categoría de Municipio de La Tinta, gestiones que oficialmente se iniciaron en la década de 1980.
La aldea La Tinta fue fundada el 14 de agosto de 1896 por Erwin Pablo Dieseldorf, de origen alemán y con residencia en el municipio de Cobán, Alta Verapaz, quien contaba con propiedades en el lugar donde se asentó la población de La Tinta. Dieseldorf donó a sus trabajadores cuatro caballerías de terreno amparándolas con registro de escritura pública y quedando registrada como finca rústica número 12 de Alta Verapaz en el Registro de la Propiedad de Inmueble.

### Ferrocarril Verapaz
1. Pancajché
2. Santa Catalina La Tinta
3. Panzós
4. Cobán

El Ferrocarril Verapaz fue fundado el 15 de enero de 1894 mediante la firma de un contrato por noventa años entre el estado de Guatemala -presidido por el General José María Reina Barrios- y el señor Walter Dauch, representante de la compañía «Ferrocarril Verapaz & Agencia del Norte Limitada». Este contrato preveía la construcción, mantenimiento y explotación de un tramo de ferrocarril entre el Puerto Fluvial de Panzós y el paraje de Pancajché, de treinta millas de extensión. El tren de pasajeros hacía sus servicios dos veces a la semana, los días lunes y jueves; además los días miércoles de cada semana llegaba al municipio de Panzós un barco de correos con pasajeros y carga procedente de Livingston (Izabal), Izabal. Además de las terminales en Panzós y Pancajché, había estaciones en Santa Rosita, La Tinta, y Papalhá.
En 1898, se reportó que dada la riqueza del café producido en Cobán, que en ese entonces era la tercera ciudad más grande de Guatemala, se estaba ampliando el ferrocarril desde Panzós hasta esa ciudad.  El ferrocarril estuvo en uso continuo hasta 1965.

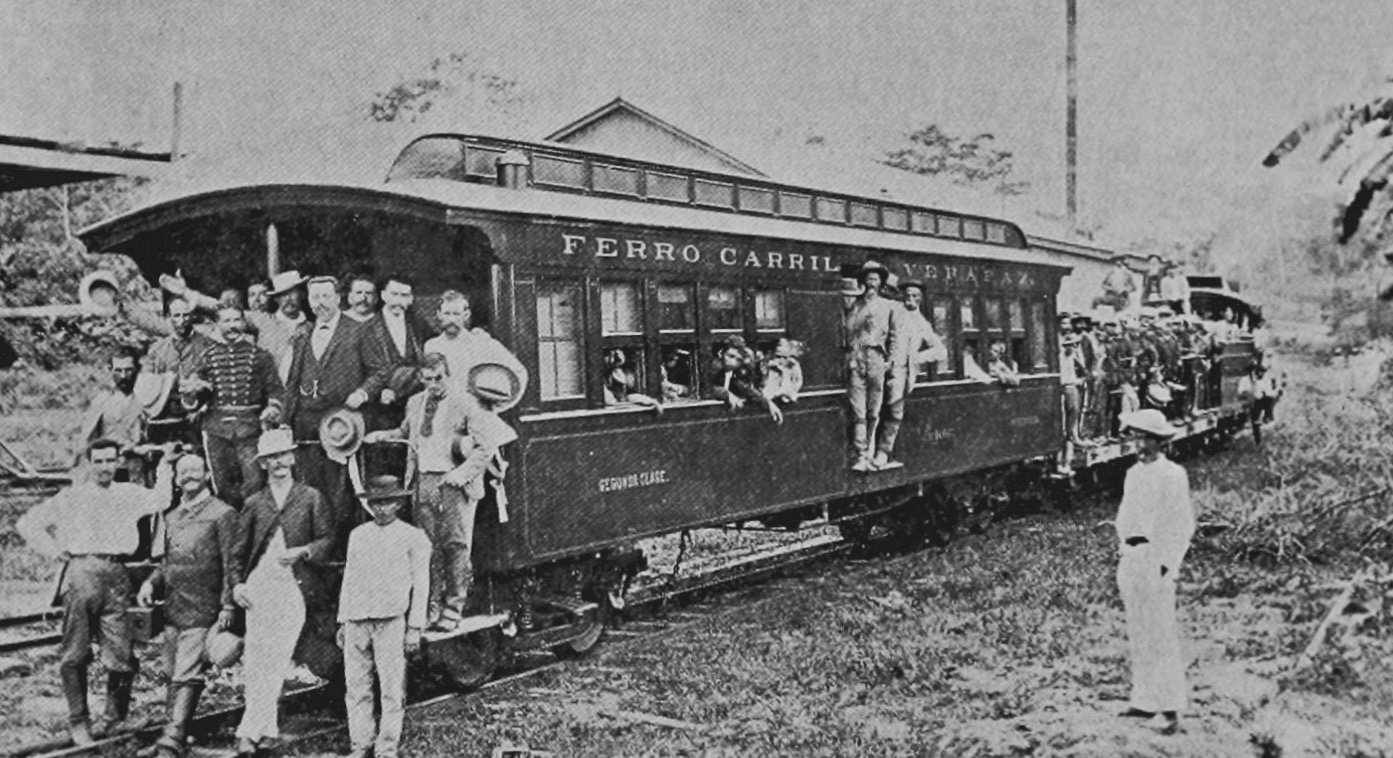
Viaje inaugural del Ferrocarril Verapaz en 1894.
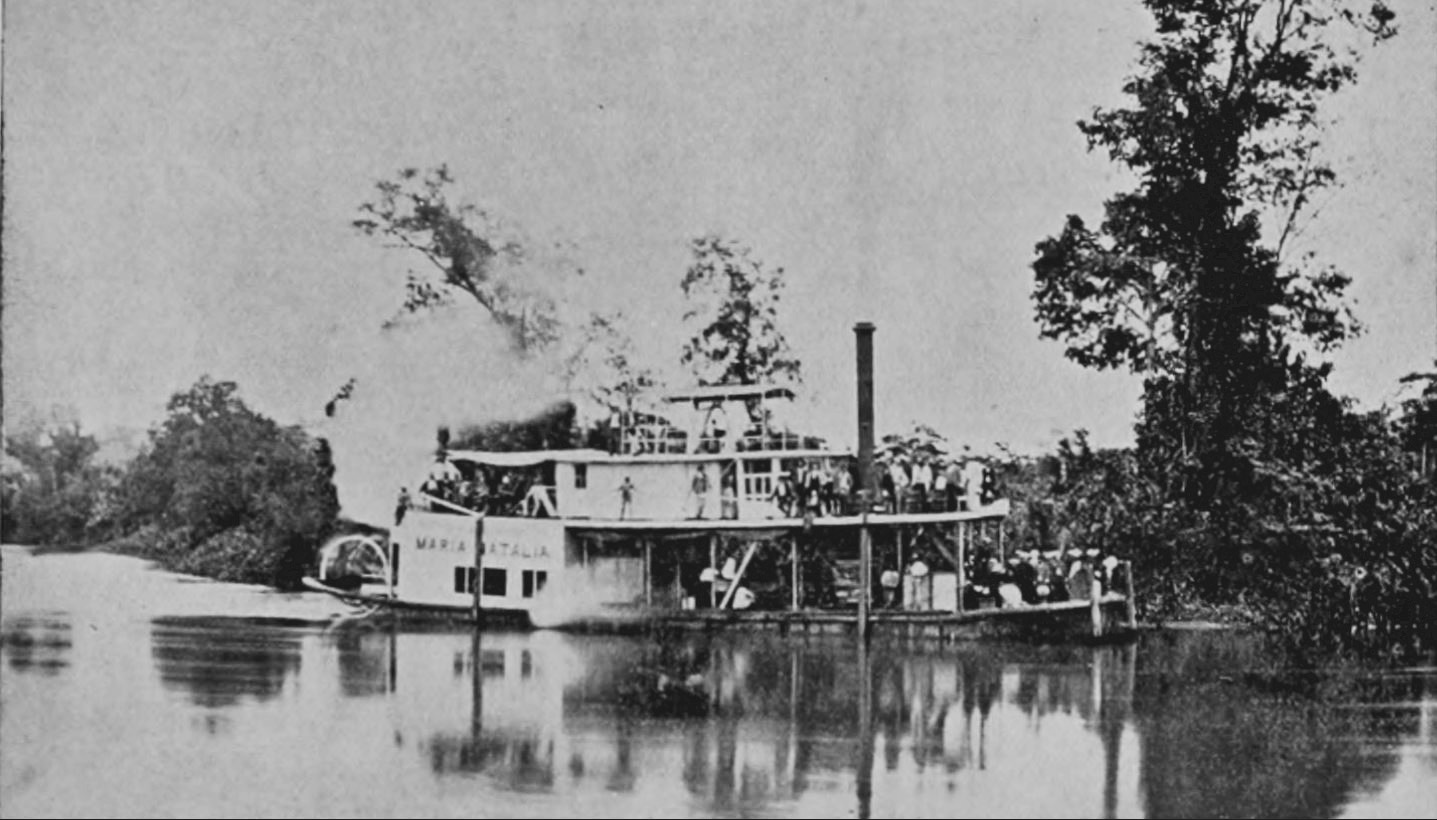
Vapor del ferrocarril Verapaz navegando por el río Polochic.
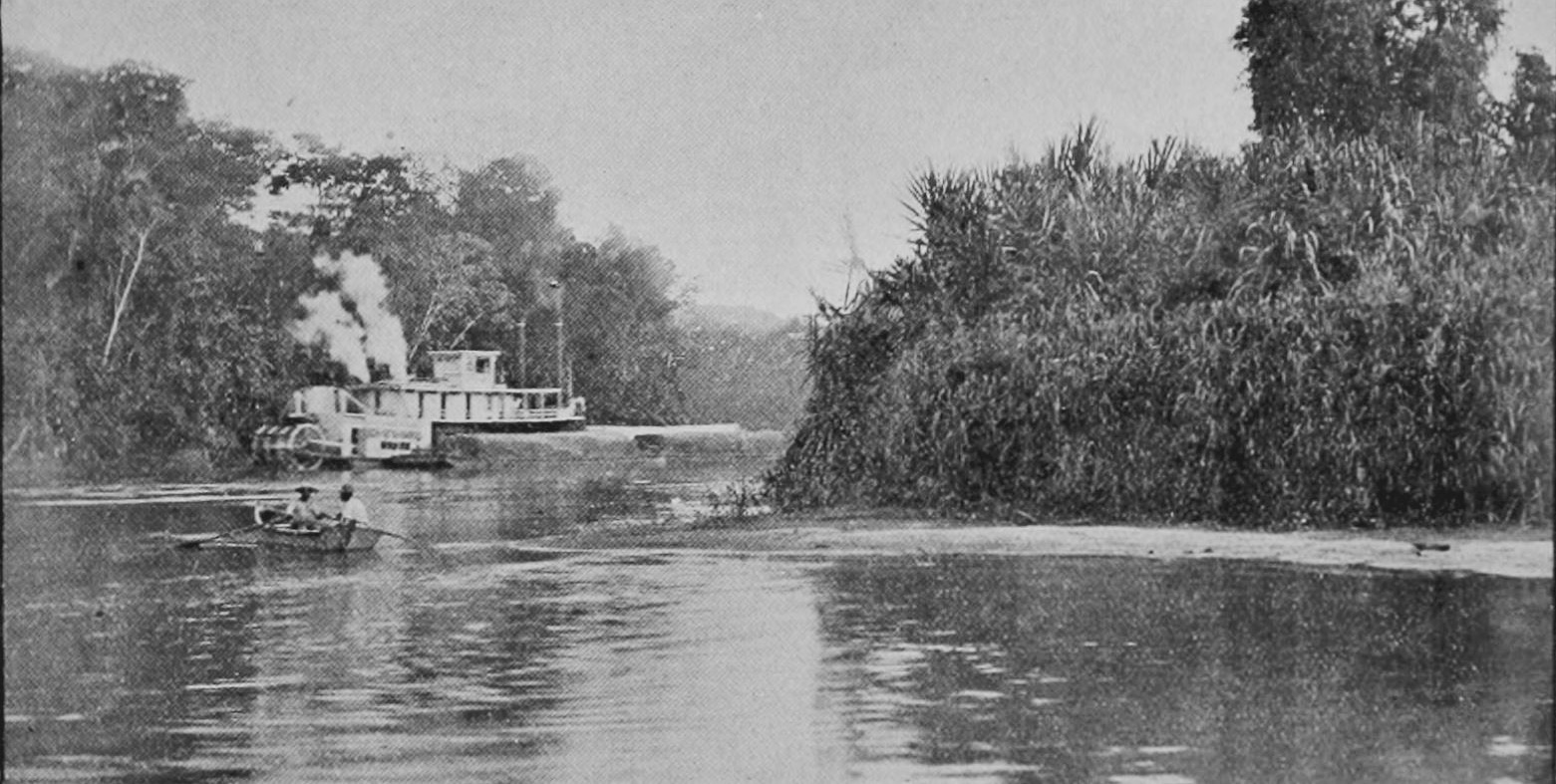
Vapor del ferrocarril Verapaz transportando café.
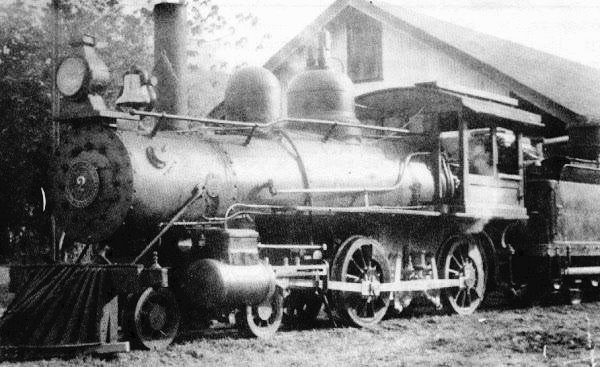
Locomotora del ferrocarril Verapaz en la década de 1900.

### Creación del municipio
Entre los iniciadores del movimiento para elevar a categoría de municipio a La Tinta, se encuentran el profesor Juan Francisco González, Manuel Lemus, Herculano Fernández y su esposa la profesora Marcela Lemus Dimas, Leopoldo (Polo) Fernández Véliz.  Estos pioneros se enfrentaron a serios problemas durante el proceso de lucha, entre ellos constantes amenazas de muerte, por lo que se vieron obligados a renunciar.  A partir de 1987, se reorganiza nuevamente el comité por tercera vez hasta que, finalmente, surgió el grupo que logró el ascenso a categoría de municipio, estando al frente José Everildo Morataya, como presidente. Este movimiento se inició por la distancia que había hasta la cabecera municipal de Panzós -que es aproximadamente de 30 km-, los vecinos consideraban que existía un movimiento económico mayor al de la cabecera municipal, el número de habitantes era el doble de lo requerido a nivel administrativo para concederle la categoría de municipio, y, finalmente, el abandono de las autoridades municipales de Panzós hacia las comunidades de la región de La Tinta.
A partir del 11 de noviembre de 1999, La Tinta se convirtió en el decimosexto municipio del departamento de Alta Verapaz, a través del esfuerzo y lucha de varios vecinos, por decreto del Congreso de la República n.º 42-99.

## Economía

### Días de mercado
El comercio en el municipio es influyente, tomando en cuenta que los comunitarios basan su sustento diario en la venta de productos agrícolas, hortícolas y frutales, se realiza los días de mercado los martes, jueves y sábado de cada semana, actualmente las vendedoras se establecen en el área de la calle central frente a la municipalidad; en donde obstaculizan el tráfico en los días de mercado. 
En la cabecera municipal se cuenta con edificio que funciona como mercado, las condiciones de infraestructura es regular, por la gran afluencia de los comerciantes se hace necesario bloquear la calle principal en esos días. Llegan comerciantes de varios lugares como por ejemplo: Tactic, Senahú, Tucurú, Telemán, Cobán, Petén, etc. Quienes realizan transacciones comerciales, compra de granos básicos, cardamomo, café, frutas, otros.
El mercado municipal es de un solo nivel en donde se sitúan, carnicerías, comedores, venta de atoles, venta de frutas y verduras, tiendas de tejido, zapaterías, mercerías, venta de artículos de primera necesidad, venta de artículos de plástico, de peltre, barro, tiendas de ropa, peluquerías, reparación de bicicletas; alrededor del mercado se localizan las ventas de aves de corral, cerdos, etc.

## Costumbres y tradiciones

### Fiesta titular y patronal
El municipio de Santa Catalina La Tinta celebra su feria titular del 20 al 25 de noviembre, en honor a la patrona Santa Catalina de Alejandría Virgen y Mártir.
Para dicha celebración, se realizan actividades deportivas, culturales, sociales, en los que participan vecinos, comunitarios y autoridades locales.
Entre las actividades culturales se celebra El festival folclórico municipal, el cual es la representación del costumbrismo ancestral de los tintecos, donde destaca la representación de los trajes típicos de antaño, el traje pocom y el traje q'eqchi', en el constexto de esta velada se elige la respresentativa de la belleza maya la cual se le denomina "Ratz'um loq' laj k'aal" (Flor de la sagrada Milpa)en sus inicios este festival denominó a la reina indígena "Rabín Ixim" (Hija del maíz)pero actualmente se le conoce como ratz'um loj laj K'aal. 
Las celebraciones más importantes que se celebran en el municipio son:
- Semana Santa
- 15 de septiembre (Día de la Independencia Nacional)
- Día de Todos los Santos y de Finados, 1 y 2 de noviembre
- Feria patronal
- Navidad y Año Nuevo

### Vías de acceso

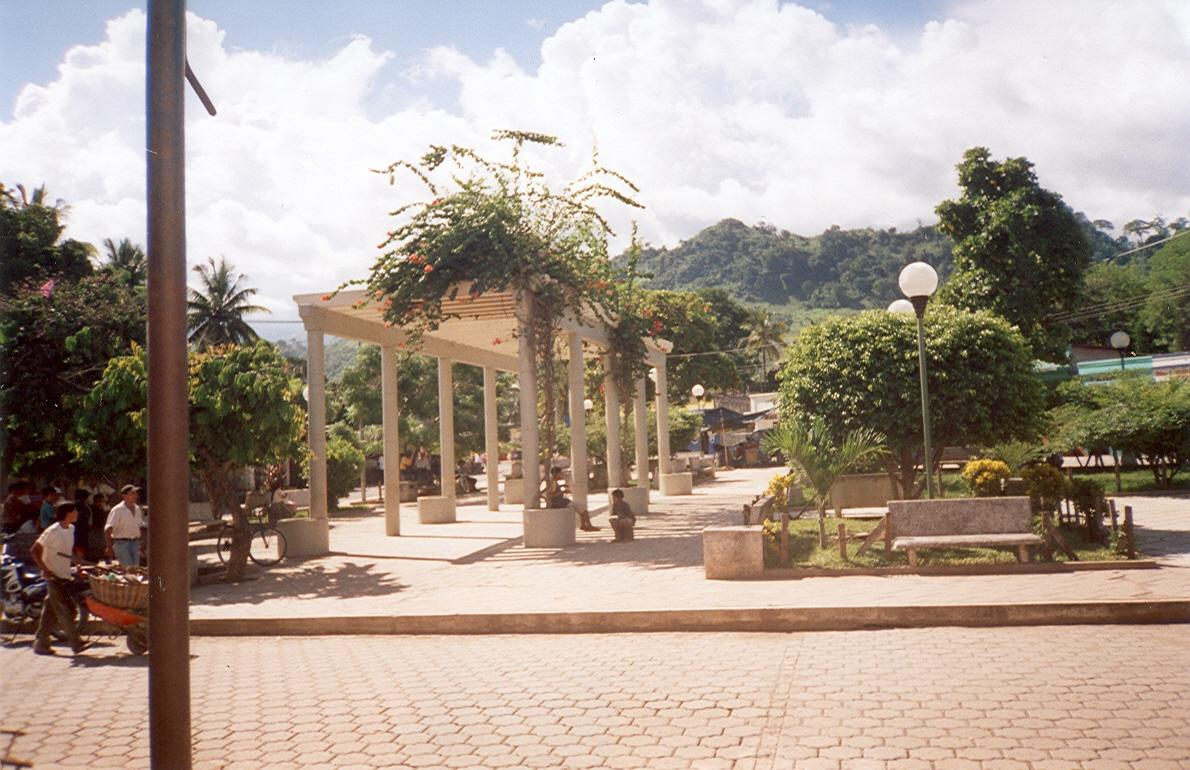
Parque central de La Tinta.

Santa Catalina La Tinta, se localiza al sudeste de la cabecera departamental de Alta Verapaz. Se parte de la ciudad de Cobán, con rumbo y dirección sudeste, sobre la ruta CA-14, totalmente asfaltada, de doble vía y transitable durante toda época del año; hasta alcanzar el cruce conocido como San Julián, en Tactic.
Durante el recorrido anteriormente descrito, es conveniente mencionar que, esta ruta pasa por las áreas periféricas de las cabeceras municipales de Santa Cruz y Tactic, ambas pertenecientes al departamento de Alta Verapaz; a partir del cruce de San Julián, se toma la ruta «7E Polochic», de revestimiento suelto, de una sola vía y transitable durante toda época del año. Esta ruta es muy sinuosa y angosta, y en algunos tramos también algunos sectores muestran deslizamientos que obstaculizan el tráfico durante la época del invierno. Estas características se dan principalmente desde San Julián hasta San Antonio, una localidad del municipio de San Pablo Tamahú. 
Como referencia de peaje la ruta atraviesa las cabeceras municipales de San Pablo Tamahú y San Miguel Tucurú, que distan de San Julián 29 km, para luego recorrer 26 km sobre la misma ruta, hasta alcanzar la cabecera municipal.